# Acide parinarique
L'acide parinarique est un acide gras polyinsaturé comportant un système conjugué de quatre doubles liaisons qui lui confère des propriétés de fluorescence mises à profit comme sonde moléculaire dans la recherche sur les membranes biologiques.
L'acide alpha-parinarique correspond au cis-9, trans-11, trans-13, cis-15 18:4 n-3. On le trouve naturellement dans les graines d'Atuna, un arbre des îles du Pacifique (notamment des Fidji), dont les constituants principaux sont à 46 % l'acide α-parinarique et à 34 % l'acide α-éléostéarique, avec de faibles quantités d'acides gras saturés, d'acide oléique et d'acide linoléique.
On le trouve également chez les balsamines des jardins, de l'ordre des balsaminacées, dont les principaux acides gras sont à 4,7 % l'acide palmitique, à 5,8 % l'acide stéarique, 2,8 % l'acide arachidique, à 18,3 % l'acide oléique, à 9,2 % l'acide linoléique, à 30,1 % l'acide linolénique et à 29,1 % l'acide α-parinarique.
L'acide alpha-parinarique présente in vitro un effet cytotoxique dans la leucémie humaine et les gliomes en les rendant sensibles à la peroxydation des lipides sous l'effet des radicaux libres ; les astrocytes sains sont bien moins sensibles à l'acide α-parinarique.